# Imolese Calcio 1919
El Imolese Calcio 1919 es un club de fútbol de Italia, con sede en Imola, en Emilia-Romaña. Fue fundado en 1919 y refundado en varias oportunidades. Compite en la Serie D, cuarta categoría del fútbol italiano.

## Historia
Fue fundado en el año 1919 en la ciudad de Imola, pero fue hasta la temporada 1919/40 que logra salir de las divisiones regionales luego de lograr el ascenso a la Serie C por primera vez en su historia.
Su primera estancia en la tercera división terminó luego de descender en la temporada 1947/48, pero en tan solo una temporada retornaría a la Serie C, de la cual descendería en tan solo una temporada para regresar a las divisiones regionales.
En la temporada de 1957/58 consigue el ascenso a la Serie D, en donde permaneció por 11 temporadas hasta conseguir su retorno a la Serie C, donde estuvo tres temporada hasta descender a la cuarta división. Posteriormente el equipo pasó jugando la mayor parte del tiempo en la cuarta categoría, aunque con cambios de categoría que lo llevaron a las divisiones interregionales hasta que en la temporada 1998/99 logra el ascenso a la Serie C2, donde se mantuvo hasta la desaparición de la liga en la temporada 2004/05 y fueron relegados a la Eccellenza (quinta división).
En la temporada 2012/13 logra el ascenso a la Serie D, donde se mantuvo por cuatro temporadas hasta que logró el ascenso a la Lega Pro para la temporada 2017/18.

## Estadio

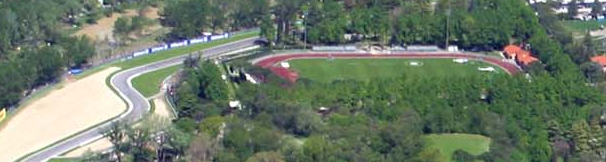
El Estadio Romeo Galli.

El Imolese juega sus encuentros de local en el Estadio Romeo Galli, con capacidad para 4.000 espectadores. 